# Lista di terremoti
Lista dei principali terremoti disastrosi avvenuti nel mondo divisi per voci:
- Terremoti anteriori al XX secolo
- Terremoti del XX secolo
- Terremoti del XXI secolo

## Terremoti più forti della storia
Di seguito sono elencati tutti i terremoti noti con una magnitudo registrata o stimata uguale o superiore 8,0 della scala Richter.
La lista può essere sbilanciata verso l'ultimo secolo, a causa dello sviluppo e della diffusione dei sismografi generalmente non disponibili prima del 1900. Dei terremoti precedenti a quella data sono presenti quelli le cui registrazioni degli eventi sono sufficientemente dettagliate per poter definire una stima approssimativa della magnitudo.
| Pos. | Data       | Luogo                                           | Evento                                            | Magnitudo       |
| ---- | ---------- | ----------------------------------------------- | ------------------------------------------------- | --------------- |
| 1    | 22-05-1960 | Valdivia, Cile                                  | Terremoto di Valdivia del 1960                    | 9,5             |
| 2    | 27-03-1964 | Stretto di Prince William, Alaska (Stati Uniti) | Terremoto dell'Alaska del 1964                    | 9,2             |
| 3    | 26-12-2004 | Oceano Indiano, Sumatra, Indonesia              | Terremoto e maremoto dell'Oceano Indiano del 2004 | 9,1             |
| 4    | 11-03-2011 | Oceano Pacifico, Regione di Tōhoku, Giappone    | Terremoto e maremoto del Tōhoku del 2011          | 9,0             |
| 5    | 04-11-1952 | Kamčatka, Russia (all'epoca in URSS)            | Terremoto della Kamčatka del 1952                 | 9,0             |
| 6    | 13-08-1868 | Arica, Cile                                     | Terremoto di Arica del 1868                       | 9,0 (stima)     |
| 7    | 26-01-1700 | Oceano Pacifico, America settentrionale         | Terremoto della Cascadia del 1700                 | 8,7–9,2 (stima) |
| 8    | 09-07-1869 | Oceano Pacifico, Regione di Tōhoku, Giappone    | Terremoto del Tōhoku dell'869                     | 8,9 (stima)     |
| 9    | 02-12-1611 | Oceano Pacifico, Hokkaidō, Giappone             | Terremoto dell'Hokkaido del 1611                  | 8,9 (stima)     |
| 10   | 02-04-1762 | Chittagong, Bangladesh                          | Terremoto di Arakan del 1762                      | 8,8 (stima)     |
| 11   | 25-11-1833 | Sumatra, Indonesia                              | Terremoto di Sumatra del 1833                     | 8,8 (stima)     |
| 12   | 31-01-1906 | Regione costiera di Ecuador e Colombia          | Terremoto in Ecuador e Colombia del 1906          | 8,8             |
| 13   | 27-02-2010 | Regione del Maule, Cile                         | Terremoto del Cile del 2010                       | 8,8             |
| 14   | 30-07-2025 | Penisola della Kamčatka, Russia                 | Terremoto della Kamčatka del 2025                 | 8,8             |
| 15   | 15-08-1950 | Assam, India – Tibet, Cina                      | Terremoto di Assam del 1950                       | 8,7             |
| 16   | 20-10-1707 | Oceano Pacifico, Shikoku, Giappone              | Terremoto di Hōei del 1707                        | 8,7 (stima)     |
| 17   | 08-07-1730 | Valparaíso, Cile                                | Terremoto di Valparaíso del 1730                  | 8,7 (stima)     |
| 18   | 01-11-1755 | Oceano Atlantico, Lisbona, Portogallo           | Terremoto di Lisbona del 1755                     | 8,5–9,0         |
| 19   | 02-02-1965 | Isole Rat, Alaska, Stati Uniti                  | Terremoto delle Isole Rat del 1965                | 8,7             |
| 20   | 28-10-1746 | Lima, Perù                                      | Terremoto di Lima del 1746                        | 8,6 (stima)     |
| 21   | 28-02-1787 | Oaxaca, Messico                                 | Terremoto del Messico del 1787                    | 8,6 (stima)     |
| 22   | 03-09-1957 | Isole Andreanof, Alaska, Stati Uniti            | Terremoto delle Isole Andreanof del 1957          | 8,6             |
| 23   | 28-03-2005 | Sumatra, Indonesia                              | Terremoto di Sumatra del 2005                     | 8,6             |
| 24   | 11-04-2012 | Oceano Indiano, Sumatra, Indonesia              | Terremoto dell'Oceano Indiano del 2012            | 8,6             |
| 25   | 16-12-1575 | Valdivia, Cile                                  | Terremoto di Valdivia del 1575                    | 8,5 (stima)     |
| 26   | 24-11-1604 | Arica, Cile                                     | Terremoto di Arica del 1604                       | 8,5 (stima)     |
| 27   | 13-05-1647 | Santiago del Cile, Cile                         | Terremoto di Santiago del 1647                    | 8,5 (stima)     |
| 28   | 24-05-1751 | Concepción, Cile                                | Terremoto di Concepción del 1751                  | 8,5 (stima)     |
| 29   | 19-11-1822 | Valparaíso, Cile                                | Terremoto di Valpairiso del 1822                  | 8,5 (stima)     |
| 30   | 20-02-1835 | Concepción, Cile                                | Terremoto di Concepción del 1835                  | 8,5 (stima)     |
| 31   | 16-02-1861 | Sumatra, Indonesia                              | Terremoto di Sumatra del 1861                     | 8,5             |
| 32   | 09-05-1877 | Iquique, Cile (all'epoca in Perù)               | Terremoto di Iquique del 1877                     | 8,5 (stima)     |
| 33   | 10-11-1922 | Regione di Atacama, Cile                        | Terremoto di Vallenar del 1922                    | 8,5             |
| 34   | 01-02-1938 | Mar di Banda, Indonesia                         | Terremoto nel Mar di Banda del 1938               | 8,5             |
| 35   | 13-10-1963 | Isole Curili, Russia (all'epoca in URSS)        | Terremoto delle Isole Curili del 1963             | 8,5             |
| 36   | 12-09-2007 | Sumatra, Indonesia                              | Terremoto di Sumatra del 2007                     | 8,5             |
| 37   | 20-10-1687 | Lima, Perù                                      | Terremoto di Lima del 1687                        | 8,5 (stima)     |
| 38   | 17-10-1737 | Kamčatka, Russia                                | Terremoto di Kamčatka del 1737                    | 8,5 (stima)     |
| 39   | 03-08-1361 | Oceano Pacifico, Shikoku, Giappone              | Terremoto del Shikoku del 1361                    | 8,5 (stima)     |
| 40   | 15-06-1896 | Oceano Pacifico, Regione di Tōhoku, Giappone    | Terremoto del Tōhoku del 1896                     | 8,5 (stima)     |
| 41   | 29-07-2021 | Dillingham, Alaska                              | Terremoto dell'Alaska del 2021                    | 8,2             |

## Terremoti per numero di vittime
Nella lista sotto, sono elencati i terremoti che hanno causato oltre 100 000 morti.
| Pos. | Evento                                            | Data       | Luogo                                           | Morti           | Magnitudo      | Note |
| ---- | ------------------------------------------------- | ---------- | ----------------------------------------------- | --------------- | -------------- | --- |
| 1    | Terremoto dello Shaanxi del 1556                  | 23-01-1556 | Shaanxi, Cina                                   | 820 000-830 000 | 8.0 (stima)    | Numero di morti stimato. |
| 2    | Terremoto di Haiyuan del 1920                     | 16-12-1920 | Ningxia–Gansu, Cina                             | 275 000         | 7.8            | Grosse fratture nella crosta, frane |
| 3    | Terremoto di Tangshan del 1976                    | 28-07-1976 | Hebei, Cina                                     | 245 000         | 7.8            | |
| 4    | Terremoto di Antiochia del 526                    | 21-05-526  | Antiochia, Turchia (all'epoca Impero bizantino) | 240 000         | 7.0 (stima)    | Procopio di Cesarea (II.14.6), fonti di Giovanni da Efeso. |
| 5    | Terremoto e maremoto dell'Oceano Indiano del 2004 | 26-12-2004 | Oceano Indiano, Sumatra, Indonesia              | 230 000         | 9.1–9.3        | Morti per il terremoto e il successivo tsunami. |
| 6    | Terremoto di Aleppo del 1138                      | 11-10-1138 | Aleppo, Siria                                   | 230 000         | Sconosciuta    | La stima di 230 000 è basata su una fusione storica dei morti di questo terremoto con quello della piana di Giazira del 1137 e quello presso la città azera di Gäncä, avvenuto il 30 settembre 1139. Il primo che menzionò 230 000 morti fu Ibn Taghribirdi nel XV secolo.                  |
| 7    | Terremoto di Haiti del 2010                       | 12-01-2010 | Haiti                                           | 230 000 (stima) | 7.0            | Le stime sul numero dei morti variano da 316,000 (governo di Haiti) a 222 570 (stima dell'OCHA) a meno di 100 000 secondo il rapporto dello United States Agency for International Development (USAID).                                                                                     |
| 8    | Terremoto di Hongdong del 1303                    | 25-09-1303 | Shanxi, Cina                                    | 200 000 (stima) | 8.0 (stima)    | Taiyuan e Pingyang furono distrutte. |
| 9    | Terremoto di Damghan dell'856                     | 22-12-856  | Damghan, Iran                                   | 200 000 (stima) | 7.9 Ms (stima) | |
| 10   | Terremoto di Ardabil dell'893 o di Dvin           | 22-03-893  | Ardabil, Iran                                   | 150 000 (stima) | Sconosciuta    | Le fonti si riferiscono probabilmente al terremoto di Dvin dell'893, a causa dell'errata traduzione della parola araba Dvin, in 'Dabil', 'Ardabil', quindi in realtà il numero dei morti potrebbe riferirsi al sisma avvenuto a Dvin, e non a Ardabil.                                      |
| 11   | Terremoto di Aleppo del 533                       | 29-11-533  | Siria                                           | 130 000         | Sconosciuta    | |
| 12   | Terremoto di Messina e Reggio Calabria del 1908   | 28-12-1908 | Messina, Reggio Calabria, Italia                | 125 000         | 7.1            | La terra ha tremato per 30-40 secondi attorno alle 5:20 ora locale, e il 93% degli edifici di Messina e Reggio Calabria venne distrutto. |
| 13   | Terremoto di Aşgabat del 1948                     | 06-10-1948 | Aşgabat, Turkmenistan (all'epoca URSS)          | 110 000         | 7.3            | |
| 14   | Grande terremoto del Kantō del 1923               | 01-09-1923 | Regione del Kantō, Giappone                     | 105 000         | 7.9            | L'epicentro del terremoto fu individuato sotto la città di Izu Ōshima. La terra scosse per 4-10 minuti alle 11:58 ora locale devastando Tokyo, Yokohama, Chiba, Kanagawa e Shizuoka. Le stime dei morti variano da 100 000 a 142 800, comprendendo circa 40 000 dispersi poi creduti morti. |
| 15   | Terremoto dello Zhili del 1290                    | 27-09-1290 | Ningcheng, Cina                                 | 100 000         | 6.8 Ms         | |